# 한국경영자총협회
한국경영자총협회(韓國經營者總協會, 영어: Korea Enterprises Federation)은 한국의 종합경제단체로서 1970년 7월 15일 자유시장경제에 기반한 경제사회정책 구현과 기업경쟁력 제고 및 노사간 협력체제 확립을 통해 국민경제의 건전한 발전에 기여함을 목적으로 설립되었다. 최근 경총은 전통적인 노사관계 외에 경제정책, 경영제도, 산업정책, 규제혁신 등 경제 관련 현안까지 업무영역을 담당하고 있다. 이에 따라 영문명도 'Korea Employers Federation'에서 'Korea Enterprises Federation'으로 변경되었다.

## 연혁
- 1970년 한국경영자협의회 창립(초대회장 김용주 전방 회장)
- 1971년 [경영계 최초의 임금 가이드라인] 제시
- 1974년 한국경영자협회로 개칭, 국제사용자기구(IOE)가입
- 1981년 한국경영자총협회로 개칭
- 1982년 제2대 회장에 이동찬 코오롱 그룹 회장 선출, [민간단체 최초의 고용서비스센터(인재은행)] 개설
- 1984년 [경총 인재개발원 건립추진위원회] 발족
- 1989년 [경제단체협의회] 설립,[제1회 보람의일터대상] 시상
- 1990년 [무노동 무임금]원칙 발표, [국민경제사회협의회] 설립
- 1991년 ILO정회원 가입
- 1993년 [노총과 중앙노사 임금] 합의, [경제5단체, 국가경쟁력 강화 민간위원회] 발족
- 1994년 [21세기 노사관계개혁 추진위원회] 출범
- 1995년 [노총과 ‘95년 산업평화 정착을 위한 노사공동 선언’] 발표, [경총회관 개관 - 대흥동으로 사무국이전]
- 1996년 [고급인력정보센터] 설립, [노사관계개혁추진대책위원회] 구성
- 1997년 제 3대 회장에 김창성 전방 회장 선출,   [노동법 개정 관련 노동계 총파업 대응을 위한 ‘특별대책반’] 편성
- 1998년 [노사정위원회] 출범에 사용자 대표로 참여, [IMF 체제하의 신노사관계 정립방안] 발표
- 2000년 [의정평가위원회] 설립, [경총·민주관광연맹, 상급노사단체 최초로 임금·단체교섭] 합의
- 2001년 [채용박람회] 개최- 경제5단체·노동부·미국상공회의소 공동주최
- 2002년 [경총 산업기술 인력 아웃플레이스먼트센터] 설립
- 2003년 [기업안전보건위원회] 설립
- 2004년 제 4대 회장에 이수영 동양화학 회장 선출, [일자리 만들기 사회협약(안)] 체결
- 2005년 [제1회 투명경영대상] 시상, [노사공동재취업센터] 설립
- 2006년 [보람의일터대상]을 [한국노사협력대상]으로 개칭
- 2007년 비정규직 보호법 안착을 위한 노사정 합의, 세제발전심의 위원회 경영계 대표
- 2008년 근로조건 자율점검 지원사업 실시, 신정부 노사관계 정책방향 건의, 청년고용촉진을 위한 경제5단체 간담회 개최
- 2009년 복수노조·노조전임자 관련 노사정 대표자회의 참여, 노사민정 사회적 합의 도출
- 2010년 제 5대 회장에 이희범 STX에너지 중공업 회장  취임, 공공고용서비스 강화 및 민간고용서비스 활성화를 위한 합의, 장시간 근로관행 개선과 근로문화 선진화를 위한 노사정 합의
- 2011년 KOTRA와 외국인 직접투자 유치 활성화를 위한 MOU 체결, 김영배 상임부회장 ILO 아태지역 총회 부의장 피선
- 2012년 [우리가 꿈꾸는 기업, 기업이 꿈꾸는 인재] 토크콘서트 개최, 경총 노무법률상담센터] 개설
- 2013년 [고용률 70% 달성을 위한 노사정 일자리 협약] 체결, [소기업인ㆍ소상공인을 위한 노무법률 자문지원 MOU] 체결, [퇴직관리지도사 양성과정] 개설
- 2018년 제 7대 회장에 손경식 CJ그룹 회장 취임
- 2022년 현대자동차와 [안전경영체계 레벨업(Level-up) 종합심층진단 업무협약 MOU] 체결

## 주요 목표
- 기업하기 좋은 환경 조성 - 기업경쟁력 강화를 위한 제도개선, 기업하기 좋은 환경 조성을 위한 규제혁신, 현장 중심의 예방적 산업안전제도 강화
- 경영계를 대표하여 노사관계 담당 - 산업정책과 조화되는 노동법ㆍ제도 마련, 합리적ㆍ협력적 노사관계 구축, 기업발전과 조화되는 사회보장체계 확립
- 국내외 경제협력 네트워크 - 글로벌 네트워크 구축(경영계를 대표하여 ILO참여, EUㆍ중국 등 주요국 외교사절 및 민간경제외교를 통한 네트워크 구축 등), 경제단체 연결의 구심점(경영발전자문위원회ㆍ노동정책 포헒 등 정책협의체 운영, 전국87개 경제단체가 참여한 경제단체협의회 사무국 운영 등), 전국적 네트워크 형성(전국 15개 지방경총을 통한 지역경제계 의견 수렴)

## 회원 구성

### 회원 현황

#### 회장
- 손경식 - CJ 대표이사 회장

#### 前 회장
- 이희범 - LG상사 고문
- 박병원 - 한국경영자총협회 명예회장

#### 부회장
- 이장한 - 종근당 회장
- 김윤 - 삼양홀딩스 대표이사 회장
- 조규옥 - 전방 회장
- 권오갑 - 현대중공업지주 주식회사 대표이사 회장
- 안병덕 - 코오롱 부회장
- 박진선 - 샘표식품 대표이사 사장
- 윤동한 - 한국콜마 대표이사 회장
- 최병오 - 패션그룹형지 대표이사 회장
- 강호찬 - 넥센타이어 대표이사 부회장
- 조원태 - 한진그룹 회장
- 신동원 - 농심 회장
- 이형희 - SK수펙스추구협의회 SV위원장
- 정상빈 - 현대자동차 부사장
- 허세홍 - GS칼텍스 사장
- 박승희 - 삼성전자 CR담당 사장
- 이동우 - 롯데지주 부회장
- 김영섭 - KT 대표이사
- 이용호 - LX판토스 대표이사
- 차동석 - LG화학 사장
- 김유신 - OCI 사장
- 이태길 - 한화 사장
- 김정관 - 두산에너빌리티 사장
- 이희근 - 포스코 사장
- 이동근 - 한국경영자총협회 상임부회장

#### 고문
- 심갑보 - 삼익THK 상임고문

#### 감사
- 박근원 - 서울도시가스 대표이사
- 류경표 - 한진 대표이사
- 박복규 - 전국택시운송사업조합연합회 회장

## 역대 한경총 회장
| 대수  | 성명   | 재임기간                | 비고                             |
| ----- | ------ | ----------------------- | -------------------------------- |
| 초대  | 김용주 | 1970년 ~ 1982년         | 전방 회장 (1985년 별세)          |
| 제2대 | 이동찬 | 1982년 ~ 1995년         | 코오롱그룹 회장 (2014년 별세)    |
| 제3대 | 김창성 | 1997년 ~ 2004년         | 전방 회장 (2020년 별세)          |
| 제4대 | 이수영 | 2004년 2월 ~ 2010년 2월 | 광원산업 회장                    |
| 제5대 | 이희범 | 2010년 9월 ~ 2014년 2월 | LG상사 고문                      |
| 제6대 | 박병원 | 2015년 2월 ~ 2018년 2월 | 전직 공무원, 현직 금융기관단체인 |
| 제7대 | 손경식 | 2018년 3월 ~            | CJ 대표이사 회장                 |

## 같이 보기
- 한국경제인협회(구명칭: 전국경제인연합회)